# Поповка (Мишутинский сельсовет)
Поповка — деревня в Вожегодском районе Вологодской области.
Входит в состав Мишутинского сельского поселения, с точки зрения административно-территориального деления — в Мишутинский сельсовет.
Расстояние по автодороге до районного центра Вожеги — 64,5 км, до центра муниципального образования Мишутинской — 1,5 км. Ближайшие населённые пункты — Агафоновская, Чеченинская, Ожигинская, Мишутинская.
По переписи 2002 года население — 8 человек.